# Qobustan (ort)
Qobustan (ryska: Гобустан, azerbajdzjanska: Duvannı) är en ort i Azerbajdzjan.   Den ligger i distriktet Baku, i den östra delen av landet, 50 km sydväst om huvudstaden Baku. Antalet invånare är 13 398.
Terrängen runt Qobustan är platt åt sydost, men åt nordväst är den kuperad. Qobustan är det största samhället i trakten.